# Varga Lajos (költő)
Böszörményi Varga Lajos (Monoszló, 1887. március 1. – Hajdúböszörmény, 1967. január 1.) magyar költő, nótaszerző, tanár.

## Életpályája
Szülei Varga Lajos iskolatanító és Karvalics Julianna voltak. A Pápai Állami Tanítóképzőben diplomázott. Eleinte Fejér vármegyében tanított. Az első világháború után 1921-től Hajdúböszörményben oktatott, ahol később igazgató-tanár volt. Az 1930-as, 1940-es években az Országos Tanítószövetség titkára volt.
Hagyományos szellemiségű és formájú verseit az Új Idők és más lapok is közölték. Dalszerzéssel is foglalkozott.

## Magánélete
1912. június 26-án Hajdúböszörményben házasságot kötött Dobó Katalinnal.

## Művei
- Sötét ablakok (versek, Debrecen, 1936)
- Böszörményi Varga Lajos húsz nótája (1941)